# Inselbahn Juist – Paul
Die Lokomotive Paul war eine zweiachsige Motorlokomotive mit Stangenantrieb, die für die Inselbahn Juist gebaut wurde. Die Lokomotive wurde mit einem Ottomotor in Dienst gestellt und später mit einem Dieselmotor umgerüstet. Sie stand bis in die 1960er Jahre im Einsatz und wurde 1967 verschrottet.

## Entwicklung
Die Inselbahn Juist hatte bereits seit 1899 Lokomotiven von Deutz in ihrem Bestand, die Trambahnlokomotiven sehr ähnlich waren und bei denen der Lokomotivführer der Witterung ausgesetzt war. Die 1925 fabrikneu gelieferte Lokomotive des Typs Deutz LM 116 mit der Fabriknummer Deutz 6630 war mit einem Motor der Motorenfabrik Oberursel ausgestattet.
Sie erhielt den Namen Paul nach dem Orthopäden Paul Schlichthorst.
1967 wurde die Lokomotive ausgemustert und verschrottet.

## Technik
Die Lokomotive hatte bereits seitliche Türen, Verglasungen an den Stirnseiten, sie war die letzte und stärkste Maschine mit Ottomotor bei der Inselbahn Juist. Typisch für frühe Deutz-Lokomotiven hatte sie runde Führerhausfenster und Vorbauten für den Motor und die Hilfsbetriebe. Ursprünglich lediglich mit einer einfachen seitlichen Tür ohne Verglasung ausgestattet, erhielt sie bei einem Umbau ein zusätzliches Seitenfenster und eine höhere Tür, die ein allseits verschlossenes Führerhaus ermöglichte.
Die Maschinenanlage bestand zunächst aus einem Vierzylinder-Viertakt-Ottomotor mit 6648 cm3 Hubraum, der bei einer Drehzahl von 1000/min eine Leistung von 40 PS (29 kW) abgab, und einem mechanischen Getriebe. Der Motor hatte einen Zylinderdurchmesser von 115 mm und einen Hub von 160 mm.
1935 wurde die Lokomotive mit einem Deutz-Dieselmotor mit einer Leistung von 45 PS (33 kW) auf Dieselbetrieb umgebaut.
Nach 1955 wurde die Motorleistung auf 75 PS (55 kW) gesteigert. Um 1958 erhielt sie bei einem Umbau des Führerhauses zusätzliche Rechteck-Seitenfenster sowie neue Türen. Zur Kraftübertragung diente eine zwischen den Achsen angeordnete Blindwelle mit Treib- und Kuppelstangen.

## Besonderes
Ähnliche Lokomotiven, jedoch in Normalspurausführung, existieren mit der Bezeichnung Deutz LM 216R, von denen eine Maschine noch 2012 in Lüneburg erhalten war.